# Robert Boutigny
Robert Boutigny (Villeneuve-le-Roi, Val-de-Marne, 24 de julho de 1927 - 22 de julho de 2022) foi um ex-canoísta francês especialista em provas de velocidade.

## Carreira
Foi vencedor da medalha de bronze em C-1 1000 m em Londres 1948.